# Давыдов, Алексей Родионович
Алексей Родионович Давыдов (1862 — ?) — крестьянин, депутат Государственной думы II созыва от Тамбовской губернии.

## Биография
Крестьянин села Калиновка Борисоглебского уезда Тамбовской губернии. Учился в начальной школе. Занимался хлебопашеством на надельной земле. Домовладелец. В момент выборов в Думу оставался беспартийным. 
11 февраля 1907 избран в Государственную думу II созыва от общего состава выборщиков Тамбовского губернского избирательного собрания. Вошёл в состав Трудовой группы и фракции Крестьянского союза. Состоял в распорядительной и продовольственной комиссиях Думы.
Детали дальнейшей судьбы и дата смерти неизвестны.

### Рекомендуемые источники
- 3емцов Л. И. Крестьяне Центрального Черноземья в Государственной думе I созыва // Крестьяне и власть. Тамбов, 1995;
- Тамбовская энциклопедия. Тамбов, 2004.

### Архивы
- Российский государственный исторический архив. Фонд 1278. Опись 1 (2-й созыв). Дело 118; Дело 575. Лист 26.